# Nationale Staalprijs
De Nationale Staalprijs is een Nederlandse prijs waarmee de stichting Bouwen met Staal sinds 1971 waardering uitspreekt voor bijzondere staalprojecten. Tot en met 1986 werd de prijs om de drie jaar uitgereikt, daarna om de twee jaar. Ieder kan een project inzenden, waarna een wisselende jury van prominenten uit de ontwerp- en staalsector de nominaties en later de winnaars aanwijst. Projecten buiten Nederland komen in aanmerking als er minstens twee Nederlandse projectpartners zijn, zoals opdrachtgever, architect, constructeur, aannemer of staalbouwer.
Omdat binnen de verschillende categorieën niet altijd geschikte projecten gerealiseerd werden, zijn niet alle categorieën elk jaar uitgereikt. In de loop van de jaren zijn er wisselende aantallen categorieën geweest en verschilden ook de eisen voor nominatie. Aan de prijs is een Staaltrofee verbonden, een kunstwerk dat jaarlijks door een andere kunstenaar gemaakt wordt. Dit wordt in oktober, op de jaarlijkse Nationale Staalbouwdag in drievoud ter beschikking gesteld aan de winnaars.

## België: Staalbouwwedstrijd
Vanaf 1998 kreeg deze prijs ook gevolg in België, en organiseerde het Staalinfocentrum, de Belgische zusterorganisatie van Bouwen met staal, voor het eerst haar Staalbouwwedstrijd.

## Duurzaamheidsprijs
In 2014 werd de Duurzaamheidsprijs Staal ingevoerd. Met ingang van 2024 is deze categorie vervangen door de Hergebruiksprijs Staal. Er zijn prijzen in de volgende categorieën:
- A • Utiliteitsbouw
- B • Hallenbouw
- C • Woningbouw
- D • Infrastructuur
- E • Karakteristieke stalen bouwdelen
- F • Hergebruiksprijs Staal

## Alle jaargangen

### 1971 tot en met 1977
Van 1971 tot en met 1977 werden er prijzen uitgereikt in de volgende twee categorieën:
- Categorie A: Gebouwen en andere constructies
- Categorie B: Bruggen

| Jaar | Categorie A | Categorie B |
| ---- | --- | --- |
| 1971 | sporthal Ahoy', Rotterdam, ontwerp: Groosman Partners nv, Rotterdam                                                | Galecopperbrug over het Amsterdam-Rijnkanaal, ontwerp en berekening: Rijkswaterstaat, Directie Bruggen, Voorburg |
| 1974 | zelfbedieningswarenhuis Maxis, Muiden, ontwerp: OD 205 Adviseurs voor Planologie, Architectuur en Landschap, Delft | Suurhoffbrug, Rotterdam Europoort, ontwerp en berekening: Gemeentewerken Rotterdam, afdeling Staalbouw           |
| 1977 | hoofdkantoor Estel nv, Nijmegen, ontwerp: Ingenieurs- en Architectenbureau DSBV (A. Bodon en J.H. Ploeger)         | tuibrug over de Waal bij Ewijk in rijksweg 75, ontwerp en berekening: Rijkswaterstaat, Directie Bruggen          |

### 1980 tot en met 1983
Van 1980 tot en met 1983 werden er prijzen uitgereikt in de volgende drie categorieën:
- Categorie A: Gebouwen
- Categorie B: Bruggen
- Categorie C: overige constructies

| Jaar | Categorie A | Categorie B                                                                              | Categorie C                                                                    |
| ---- | --- | ---------------------------------------------------------------------------------------- | ------------------------------------------------------------------------------ |
| 1980 | hulpwarmtecentrale, Nieuwegein, architect: Ingenieursbureau voor Architectuur en Stedenbouw Hoekstra-Roosenburg-Van Buul bv | nieuwe Moerdijkbrug over het Hollands Diep, architect: Rijkswaterstaat, Directie Bruggen | Duits-Nederlandse windtunnel, Marknesse, architect: Architectenbureau Quist bv |
| 1983 | uitbreiding RAI-complex, Amsterdam, architect: A. Bodon, in samenwerking met DSBV Ingenieurs en Architecten                 | Willemsbrug, Rotterdam, architect: Gemeentewerken Rotterdam                              | kunstobject ‘De kus’, Amsterdam, ontwerp: Jeroen Henneman, Amsterdam           |

### 1986 tot en met 1988
Van 1986 tot en met 1988 werden er prijzen uitgereikt in de volgende vier categorieën:
- Categorie A: Gebouwen met stalen draagconstructie
- Categorie B: Karakteristieke stalen bouwdelen
- Categorie C: Bruggen
- Categorie D: overige constructies

| Jaar | Categorie A | Categorie B                                                                                            | Categorie C                                                                                      | Categorie D                                                                                 |
| ---- | --- | --- | ------------------------------------------------------------------------------------------------ | ------------------------------------------------------------------------------------------- |
| 1986 | metrostation Spijkenisse-Centrum, Spijkenisse, architect: Architectenbureau HWT, Rotterdam (C. Weeber) in samenwerking met Architectenbureau Gemeentewerken Rotterdam (Cor Veerling) | geen nominaties                                                                                        | roll-on roll-off brug, Hoek van Holland, architect: nv Nederlandse Spoorwegen, Architectenbureau | schuiven in de Stormvloedkering, Oosterschelde                                              |
| 1988 | overkapping Burgers' Bush, Arnhem, architect: Buro Wiegerinck Architecten bv, Arnhem                                                                                                 | bagage-afhandelingssysteem C-pier, Luchthaven Schiphol, architect: Jan Brouwer Associates bv, Den Haag | geen nominaties                                                                                  | telecommunicatiestand PTT, RAI, Amsterdam, architect: Architektenburo Wintermans, Eindhoven |

### 1990 tot en met 1992
Van 1990 tot en met 1992 werden er prijzen uitgereikt in de volgende vier categorieën:
- Categorie A: Gebouwen met stalen of hybride draagconstructie
- Categorie B: Karakteristieke stalen bouwdelen
- Categorie C: Bruggen en overige staalconstructies
- Categorie D: Public design, interieurs en kunstobjecten

| Jaar | Categorie A                                                 | Categorie B | Categorie C                                                                           | Categorie D |
| ---- | ----------------------------------------------------------- | --- | ------------------------------------------------------------------------------------- | --- |
| 1990 | Orthodontistenpraktijk, Voorburg, architect: cepezed, Delft | Woningen Stevenshof, Leiden, architect: Architektenburo Verheijen/Heuer/De Haan bv, Leiden                                             | Spoorbruggen over de Delfshavense Schie, Rotterdam, architect: Articon bv, Amersfoort | abri’s, Den Haag, architect: Zwarts en Jansma Bureau voor Architectuur en Produktontwikkeling, Abcoude                               |
| 1992 | Twee woningen, Delft, architect: cepezed, Delft             | Luifel douanepost, Vlissingen, architect: ir. B. Gillessen, Middelburg & Rothuizen ‘t Hooft Architecten Stedenbouwkundigen, Middelburg | geen winnaar                                                                          | Overkapping busstation Neckerspoel, Eindhoven, architect: Zwarts en Jansma, Bureau voor Architectuur en Produktontwikkeling, Abcoude |

### 1994 tot en met 1998
Van 1994 tot en met 1998 werden er prijzen uitgereikt in de volgende drie categorieën:
- Categorie A: Gebouwen met stalen of hybride draagconstructie
- Categorie B: Karakteristieke stalen bouwdelen
- Categorie C: Bruggen en overige staalconstructies

| Jaar | Categorie A                                                                                                 | Categorie B | Categorie C |
| ---- | --- | --- | --- |
| 1994 | rookgasreiniger AVI-Roteb, Rotterdam, architect: Maarten Struijs, Ingenieursbureau Gemeentewerken Rotterdam | concertzaal Hogeschool voor de Kunsten, Arnhem, architect: Architektenburo Bokhorst van Ouwerkerk Geesink, Arnhem           | voetgangers- en fietsersbrug Brug 387, Amsterdam, architect: Benthem Crouwel Architecten, Amsterdam |
| 1996 | Centre for Human Drug Research, Leiden, architect: cepezed, Delft                                           | tribuneoverkapping Feijenoord-stadion, Rotterdam, architect: Van den Broek en Bakema, Rotterdam en Zwarts & Jansma, Abcoude | het kraanschip Rambiz, een catamaran met twee enorme kranen, die in Nederland gebouwd is voor de bouw van een nieuwe brug over de Taag bij Lissabon.                                                                                   |
| 1998 | Bibliotheek TU Delft, architect: Mecanoo Architekten, Delft                                                 | Tribune sportpark De Toekomst, Amsterdam, architect: René van Zuuk Architecten, Almere                                      | 1: Evenementenbrug ArenA architect: Verburg Hoogendijk Architecten, Amsterdam 2: Stormvloedkering Nieuwe Waterweg, Hoek van Holland, architect: Wintermans en Quist Architecten, Rotterdam & Verburg Hoogendijk Architecten, Amsterdam |

### 2000 tot en met 2012
Van 2000 tot en met 2012 gelden de volgende vijf categorieën:
- Categorie A: Utiliteitsbouw
- Categorie B: Industriebouw
- Categorie C: Woningbouw
- Categorie D: Infrastructuur en overige staalconstructies
- Categorie E: Ontwerp Staal Award (sinds 2002)

| Jaar | Categorie A | Categorie B                                                                                     | Categorie C | Categorie D                                                                           | Categorie E                                                                                                 |
| ---- | --- | ----------------------------------------------------------------------------------------------- | --- | ------------------------------------------------------------------------------------- | --- |
| 2000 | Indoor kartbaan langs de A13 in Delft, architect: cepezed, Delft                                                                                      | Fabriekscomplex Holec in Hengelo                                                                | Geen nominaties                                                                                                  | London Eye, het reuzenrad aan de Theems                                               | |
| 2002 | ING House, hoofdkantoor van ING in Amsterdam | Het Brandweerhuis in Houten                                                                     | Woningen Noordwester en Zuidwester op Vlieland                                                                   | Enneüs Heermabrug over het IJ in Amsterdam                                            | De Bolder in Schiedam                                                                                       |
| 2004 | Kantoorgebouw Swiss Re in Londen | Het bedrijfsgebouw Ronic in Woerden, architect: cepezed, Delft                                  | Woning hoek Drift/Kromme Nieuwegracht te Utrecht                                                                 | Voetgangersbrug Céramique in Maastricht                                               | Geen nominaties                                                                                             |
| 2006 | Geluidswal Acoustic Barrier met showroom Hessing Cockpit in Utrecht architect: ONL-Oosterhuis/Lénárd Rotterdam                                        | Warmtekrachtkoppelingcentrale in Utrecht en de weipoederfabriek Cono Kaasmakers in Westbeemster | optop-appartementen Nautilus in Scheveningen                                                                     | Nesciobrug voor fietsers en voetgangers over het Amsterdam-Rijnkanaal in Amsterdam    | Architectenbureau Group A en Sorba Projects voor de gevel van Boostergemaal Zuid in Amsterdam               |
| 2008 | Kantoorgebouw Kraanspoor in Amsterdam, door Ontwerpgroep Trude Hooykaas bv uit Amsterdam                                                              | Treinstellenhal Nedtrain in Haarlem, door ADP architectuur design en planning uit Amsterdam     | Renovatie pakhuis Jobsveem tot woongebouw in Rotterdam, door Mei Architecten en stedenbouwers B.V. uit Rotterdam | Fietsbrug ‘t Sasje in Amersfoort, door Bureau Van Roosmalen/Van Gessel uit Delft      | Kunstwerk Kooi-met-geen-poema-er-in in Apeldoorn, ontworpen door de Amsterdamse kunstenaar Maarten de Reus  |
| 2010 | Restaurant Jinso Paviljoen in Amsterdam, door architectenbureau cepezed uit Delft                                                                     | Bedrijfsgebouw Wilo Nederland in Westzaan, door Benthem Crouwel Architecten uit Amsterdam       | Drie woningen Veenhuizerweg in Apeldoorn, door Courage Architecten uit Apeldoorn                                 | Samuel Beckett-brug in Dublin, door Santiago Calatrava uit Zürich                     | Overkapping van het perron op de Hemboog (station Amsterdam-Sloterdijk), ontworpen door Movares uit Utrecht |
| 2012 | Fietsappel op station Alphen aan den Rijn, door KuiperCompagnons uit Rotterdam en Perronkap en passerelle station Arnhem, door UNStudio uit Amsterdam | Cleanroomgebouw 5D ASML in Veldhoven, door Van Aken architecten uit Eindhoven                   | Woonhuis Bag-a-box in Almere, door Courage Architecten uit Apeldoorn                                             | Hanzeboog over de IJssel (Hanzelijn), door Quist Wintermans Architekten uit Rotterdam | Overkapping binnenplein Scheepvaartmuseum, door Ney & Partners uit Brussel (België)                         |

### 2014 tot en met 2016
Van 2014 tot en met 2016 gelden de volgende zes categorieën:
Categorie A: Utiliteitsbouw
Categorie B: Industriebouw
Categorie C: Woningbouw
Categorie D: Infrastructuur en overige staalconstructies
Categorie E: Ontwerp Staal Award
Categorie F: Nationale Duurzaamheidsprijs Staal
2014
| Categorie                                                | Object                                       | Architect                               | Constructief ontwerp                            | Uitvoering                                                                | Staalconstructie                                   |
| -------------------------------------------------------- | -------------------------------------------- | --------------------------------------- | ----------------------------------------------- | ------------------------------------------------------------------------- | -------------------------------------------------- |
| Categorie A: Utiliteitsbouw                              | Station Rotterdam Centraal, Rotterdam        | Architectencombinatie Team CS           | Arcadis, en Ingenieursbureau Gemeente Rotterdam | Bouwcombinatie TBI Rotterdam CS, Apeldoorn en Iemants Steel Constructions | Iemants Steel Constructions en CSM Steelstructures |
| Categorie B: Industriebouw                               | Toyota Material Handling, Ede                | Rempt van der Donk Architecten          | Pieters Bouwtechniek                            | Bruil Bouw                                                                | Voortman Staalbouw en Metadecor                    |
| Categorie C: Woningbouw                                  | Villa Kogelhof, Kamperland                   | Architectenbureau Paul de Ruiter        | Broersma Ingenieursbureau                       | Bouwbedrijf Van de Linde                                                  | Meijers Staalbouw                                  |
| Categorie D: Infrastructuur en overige staalconstructies | Verkeersbrug De Oversteek, Nijmegen          | Ney & Partners, en Poulissen & Partners | Leonhardt, Andrä & Partners, Stuttgart          | Max Bögl en BAM Civiel                                                    | Max Bögl                                           |
| Categorie E: Ontwerp Staal Award                         | Folly het Elastisch Perspectief, Barendrecht | NEXT architects                         | ABT                                             | Mannen van Staal                                                          | Mannen van Staal                                   |
| Categorie F: Nationale Duurzaamheidsprijs Staal          | EventBridge, Eindhoven                       |                                         | Movares Nederland,                              | EventBridge Eindhoven                                                     | VD Leegte Metaal                                   |

2016
| Categorie                                                | Object                                                                   | Architect                                              | Constructief ontwerp                            | Uitvoering                    | Staalconstructie                             |
| -------------------------------------------------------- | ------------------------------------------------------------------------ | ------------------------------------------------------ | ----------------------------------------------- | ----------------------------- | -------------------------------------------- |
| Categorie A: Utiliteitsbouw                              | Nationaal Militair Museum, Soest                                         | Felix Claus Dick van Wageningen Architecten, Amsterdam | ABT, Delft/Velp                                 | Heijmans, Rosmalen            | Oostingh Staalbouw, Katwijk aan Zee          |
| Categorie B: Industriebouw                               | Hoogspanningsmast Wintrack, Wateringen, Bleiswijk, Beverwijk             | ZJA Zwarts & Jansma Architects, Amsterdam              | VolkerWessels Telecom, Lieren                   | VolkerWessels Telecom, Lieren | VDL KTI, Mol                                 |
| Categorie C: Woningbouw                                  | Herinrichting en uitbreiding van het voormalig EK-huis, 's-Hertogenbosch | Tâcheron Architect, Breda                              | Sterk adviesbureau voor bouwconstructies, Breda | Tankens Andel, Andel          | Van der Kolk en Vos Staalbouw, Veen          |
| Categorie D: Infrastructuur en overige staalconstructies | De Paleisbrug, 's-Hertogenbosch                                          | Benthem Crouwel Architects, Amsterdam                  | Arup/Sweco, Amsterdam/Houten.                   | Mobilis, Apeldoorn            | Jos van den Bersselaar Constructie, Udenhout |
| Categorie E: Ontwerp Staal Award                         |                                                                          |                                                        |                                                 |                               |                                              |
| Categorie F: Nationale Duurzaamheidsprijs Staal          | Bedrijfsgebouw Fokker 7, Schiphol                                        | OPL architecten/re-designers, Utrecht                  | Aveco de Bondt, Holten                          | Systabo, Enschede             | Van den Brink Staalbouw, Barneveld           |

### 2018 tot en met 2022
Van 2018 tot en met 2022 gelden de volgende zes categorieën:
Categorie A: Utiliteitsbouw
Categorie B: Industriebouw
Categorie C: Woningbouw
Categorie D: Infrastructuur en overige staalconstructies
Categorie E: Karakteristieke stalen bouwdelen
Categorie F: Nationale Duurzaamheidsprijs Staal
2018
| Categorie                                                | Object                               | Architect                                  | Constructief ontwerp                                                                     | Uitvoering                              | Staalconstructie                           |
| -------------------------------------------------------- | ------------------------------------ | ------------------------------------------ | ---------------------------------------------------------------------------------------- | --------------------------------------- | ------------------------------------------ |
| Categorie A: Utiliteitsbouw                              | British Airways i360                 | Marks Barfields Architects, Londen         | Jacobs UK Civil and Structural Engineers, Londen                                         | Hollandia Infra, Krimpen aan den IJssel | Hollandia Infra, Krimpen aan den IJssel    |
| Categorie B: Industriebouw                               | Productiehal Tata Steel CIV100-3     | Tata Steel Nederland, Velsen-Noord         | IMd Raadgevende Ingenieurs, Rotterdam                                                    | De Kok Staalbouw, Heerle                | De Kok Staalbouw, Heerle                   |
| Categorie C: Woningbouw                                  | Transformatie Het Kaaspakhuis        | Mei architects and planners, Rotterdam     | Pieters Bouwtechniek, Delft                                                              | Vergeer Bouw, Reeuwijk                  | Viets Staalconstructie, Harskamp           |
| Categorie D: Infrastructuur en overige staalconstructies | Spoorbrug Zandhazenbrug, Muiderberg  | ZJA Zwarts & Jansma Architecten, Amsterdam | Iv-Infra, Haarlem                                                                        | SAAone, Diemen                          | Victor Buyck Steel Construction, Eeklo (B) |
| Categorie E: Karakteristieke stalen bouwdelen            | Overkapping Het Gelders Huis, Arnhem | Team V Architectuur, Amsterdam             | Bartels Ingenieursbureau (hoofdconstructeur)/SIDstudio (overkapping), Utrecht/Leiderdorp | VolkerWessels Integraal, Vianen         | Temme // Obermeier, Rosenheim (D)          |
| Categorie F: Nationale Duurzaamheidsprijs Staal          | Tijdelijke Rechtbank, Amsterdam      | architectenbureau cepezed, Delft           | IMd Raadgevende Ingenieurs, Rotterdam                                                    | Du Prie Bouw & Ontwikkeling, Leiden     | Dijkstaal, Maassluis                       |

2020
| Categorie                                                | Object                                           | Architect | Constructief ontwerp                                                                                     | Uitvoering                                      | Staalconstructie                           |
| -------------------------------------------------------- | ------------------------------------------------ | --- | --- | ----------------------------------------------- | ------------------------------------------ |
| Categorie A: Utiliteitsbouw                              | Diamantbeurs Capital C, Amsterdam                | ZJA Zwarts & Jansma Architecten, Amsterdam en Heyligers design & projects, Amsterdam met Braaksma & Roos Architecten, Den Haag | Pieters Bouwtechniek Amsterdam/Delft (renovatie en koepel) met Octatube Delft (detailengineering koepel) | DCV Bouw, Abcoude                               | Octatube, Delft (koepel)                   |
| Categorie B: Industriebouw                               | Distributiecentrum Rhenus New Logic III, Tilburg | Heembouw Architecten, Roelofarendsveen                                                                                         | Pelecon structural engineers, Gouda                                                                      | Heembouw Bedrijfsruimten West, Roelofarendsveen | Reijrink Staalconstructie, Esbeek          |
| Categorie C: Woningbouw                                  | Woongebouw Fenix I, Rotterdam                    | Mei architects and planners, Rotterdam                                                                                         | ABT, Delft                                                                                               | Heijmans Woningbouw, Rotterdam                  | CSM Steelstructures, Hamont-Achel (B)      |
| Categorie D: Infrastructuur en overige staalconstructies | Schuttebusbrug, Zwolle                           | ipv Delft creatieve ingenieurs, Delft                                                                                          | BAM Infraconsult, Gouda met Setzpfandt Beratende Ingenieure Weimar (D)                                   | BAM Infra, Gouda                                | Victor Buyck Steel Construction, Eeklo (B) |
| Categorie E: Karakteristieke stalen bouwdelen            | Kunstobject De Zwerm, Eindhoven                  | Studio Tjep, Amsterdam | Heijmans Infra, Rosmalen                                                                                 | Heijmans Infra, Rosmalen                        | Wonders Metaal, Berlicum                   |
| Categorie F: Nationale Duurzaamheidsprijs Staal          | Renovatie winkels Hoogstraat 168-172, Rotterdam  | Rijnboutt, Amsterdam | IMd Raadgevende Ingenieurs, Rotterdam                                                                    | Aannemersbedrijf A. van Alphen, Hoogvliet       | J. Buijse & Zn., Zwijndrecht               |

2022
| Categorie                                                | Object                                       | Architect                                                                    | Constructief ontwerp                                               | Uitvoering                                                                                             | Staalconstructie                                                     |
| -------------------------------------------------------- | -------------------------------------------- | ---------------------------------------------------------------------------- | ------------------------------------------------------------------ | --- | -------------------------------------------------------------------- |
| Categorie A: Utiliteitsbouw                              | Museum Arnhem, Arnhem                        | Benthem Crouwel Architects, Amsterdam                                        | Pieters Bouwtechniek Amsterdam/Delft                               | Rots Bouw, Aalten                                                                                      | Rijnstaal, Nieuwegein                                                |
| Categorie B: Industriebouw                               | WILA De Tool, Lochem                         | Maas-Kristinsson Architecten, Lochem                                         | WSP Nederland, Apeldoorn                                           | Kreunen Bouw, Lochem                                                                                   | Brink Staalbouw, Barneveld                                           |
| Categorie C: Woningbouw                                  | Het Platform, Utrecht                        | VenhoevenCS architecture+urbanism, Amsterdam                                 | IMD Raadgevende Ingenieurs, Rotterdam                              | Bouw21, Doetinchem met Bam Bouw en Techniek Regio Midden, Utrecht (fundering en onderste betonvloeren) | Hutten Metaal Staalbouw, Hardenberg met Buiting Staalbouw, Broekland |
| Categorie D: Infrastructuur en overige staalconstructies | Prins Clausbrug, Dordrecht                   | René van Zuuk Architects, Almere                                             | Iv-Infra, Sliedrecht                                               | Combinatie Dura Vermeer - Hillebrand, Rotterdam                                                        | ASK Romein - Hillebrand, Vlissingen                                  |
| Categorie E: Karakteristieke stalen bouwdelen            | Nationaal Holocaust Namenmonument, Amsterdam | Studio Libeskind, Bouwery & Rijnboutt, New York (VS), Rotterdam en Amsterdam | IMd Raadgevende Ingenieurs & AIP partners met ABT, Rotterdam/Delft | Koninklijke Woudenberg, Ameide                                                                         | AIP Partners, Enschede                                               |
| Categorie F: Nationale Duurzaamheidsprijs Staal          | Biopartner 5, Leiden                         | Popma ter Steege Architecten, Leiden                                         | IMd Raadgevende Ingenieurs, Rotterdam                              | De Vries en Verburg, Stolwijk                                                                          | Vic Obdam Staalbouw, Obdam                                           |

### 2024
Vanaf 2024 gelden de volgende zes categorieën:
Categorie A: Utiliteitsbouw
Categorie B: Hallenbouw
Categorie C: Woningbouw
Categorie D: Infrastructuur
Categorie E: Karakteristieke stalen bouwdelen
Categorie F: Hergebruiksprijs Staal
2024
| Categorie                                     | Object                                                            | Architect                              | Constructief ontwerp                 | Uitvoering                                                   | Staalconstructie |
| --------------------------------------------- | ----------------------------------------------------------------- | -------------------------------------- | ------------------------------------ | ------------------------------------------------------------ | --- |
| Categorie A: Utiliteitsbouw                   | The Grand Courtyard Pavillion at the OWO, Londen (VK)             | Dae-Wha Kang Design, Londen (VK)       | Octatube, Delft en Arup, Londen (VK) | Octatube, Delft; Veratio, Gouda en JM van Delft & zn, Drunen | Octatube, Delft |
| Categorie B: Hallenbouw                       | Hulpwarmtecentrale South Connection, Amsterdam                    | Willem Schutter, Schutter-ETH, Haarlem | Bouwadviesbureau Strackee, Amsterdam | Friso Bouwgroep, Sneek en Equans Regio West, Zaandam         | Kampstaal, Emmeloord                                                                                                  |
| Categorie C: Woningbouw                       | Renovatie en uitbreiding wooncomplex Statenjachtstraat, Amsterdam | Vanschagen Architecten, Rotterdam      | Pieters Bouwtechniek, Amsterdam      | KBK Bouwgroep, Volendam                                      | Siem Steur Staalconstructies, Volendam                                                                                |
| Categorie C: Woningbouw                       | Villa te Meijendel, Wassenaar                                     | Architectenbureau cepezed, Delft       | Pieters Bouwtechniek, Delft          | cepezedbouwteam, Delft                                       | Severfield Steel Construction Netherlands, Rijssen                                                                    |
| Categorie D: Infrastructuur                   | Renovatie Haringvlietbrug, Numansdorp                             | Ingenieursbureau Rotterdam             | Ingenieursbureau Rotterdam           | CMC Haringvlietbrug, Apeldoorn                               | Combinatie Staal Haringvlietburg (VOF Hollandia Infra, Krimpen aan den IJssel en Machinefabriek Rusthoven, Groningen) |
| Categorie E: Karakteristieke stalen bouwdelen | De trap van de heuvel, Sant Josep de sa Talaia, Ibiza (Sp)        | AHH, Amsterdam                         | Staal Studio Frank Penders, Gouda    | Aloi Design, Rotterdam                                       | Aloi Design, Rotterdam                                                                                                |
| Categorie F: Hergebruiksprijs Staal           | Faculteitsgebouw LAB42, Amsterdam                                 | Benthem Crouwel Architects, Diemen     | Bouwadviesbureau Strackee, Amsterdam | Visser en Smit Bouw, Rotterdam met Kropman, Rijswijk         | CSM Steelstructures, Hamont-Achel (B)                                                                                 |